# Saint-Laurent-de-Brèvedent
Pour les articles homonymes, voir Saint-Laurent.
Saint-Laurent de Brèvedent est une commune française située dans le département de la Seine-Maritime en région Normandie.

## Géographie

### Description

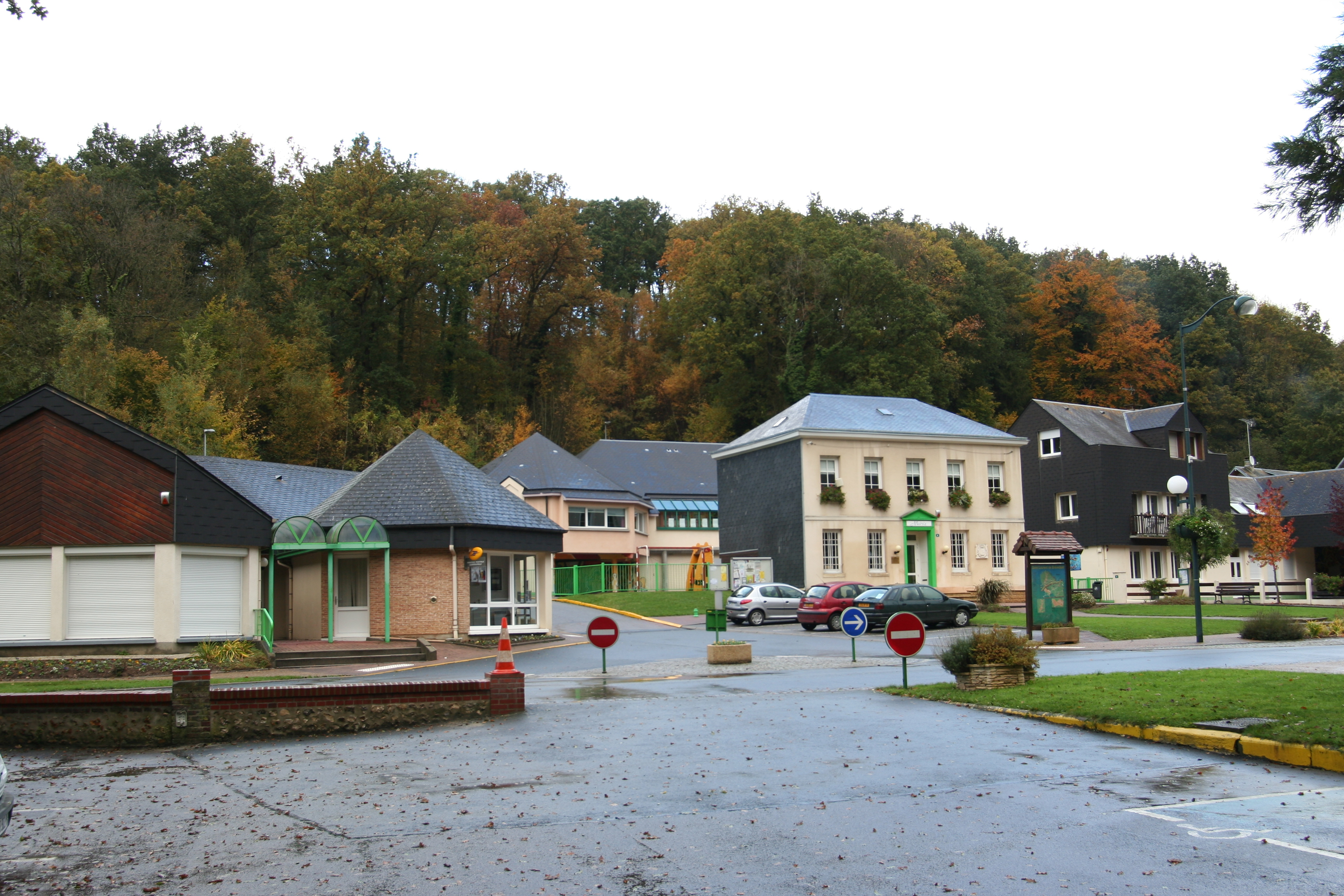
Le centre-bourg

Cette commune est située sur la rive droite de la Seine, à une quinzaine de kilomètres du Havre, dans le canton de Saint-Romain-de-Colbosc.
Elle est établie sur un plateau crayeux culminant à une centaine de mètres au-dessus du niveau de la mer, coupé en son milieu par une vallée où coule le Saint-Laurent.
La gare de Saint-Laurent - Gainneville, située sur le territoire de la commune, est sur la ligne de Paris-Saint-Lazare au Havre.

### Communes limitrophes
|                        | Manéglise                  | Sainneville        |
| Saint-Martin-du-Manoir | Saint-Laurent-de-Brèvedent | Épretot            |
| Gainneville            |                            | Saint-Aubin-Routot |

### Hydrographie
La commune est située dans le bassin Seine-Normandie. Elle est drainée par la rivière de Saint-Laurent,.

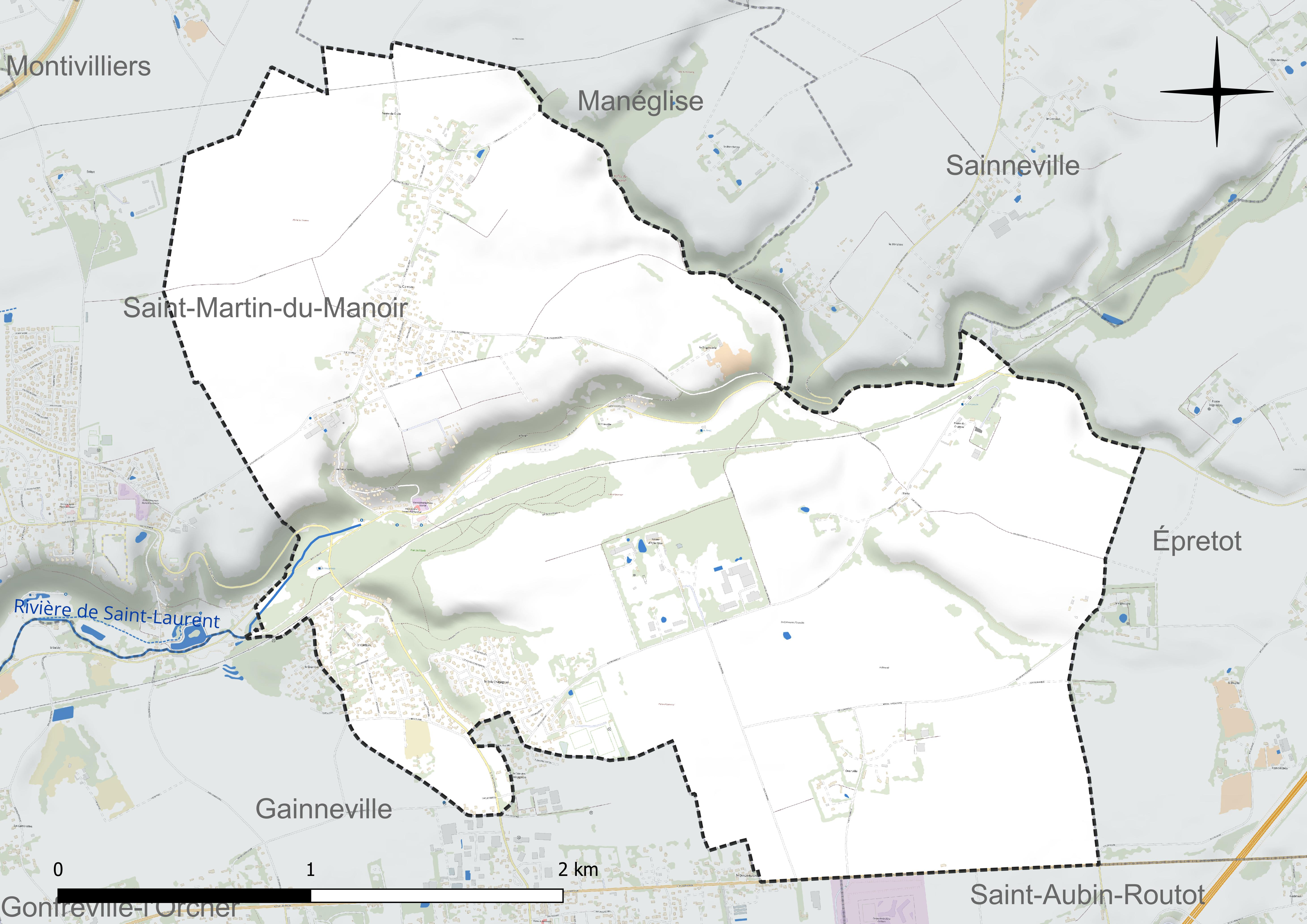
Réseau hydrographique de Saint-Laurent-de-Brèvedent.

### Climat
Pour des articles plus généraux, voir Climat de la Normandie et Climat de la Seine-Maritime.
En 2010, le climat de la commune est de type climat océanique franc, selon une étude du CNRS s'appuyant sur une série de données couvrant la période 1971-2000. En 2020, Météo-France publie une typologie des climats de la France métropolitaine dans laquelle la commune est exposée à un climat océanique et est dans la région climatique Côtes de la Manche orientale, caractérisée par un faible ensoleillement (1 550 h/an) ; forte humidité de l’air (plus de 20 h/jour avec humidité relative > 80 % en hiver), vents forts fréquents. Parallèlement le GIEC normand, un groupe régional d’experts sur le climat, différencie quant à lui, dans une étude de 2020, trois grands types de climats pour la région Normandie, nuancés à une échelle plus fine par les facteurs géographiques locaux. La commune est, selon ce zonage, exposée à un « climat maritime », correspondant au Pays de Caux, frais, humide et pluvieux, légèrement plus frais que dans le Cotentin.
Pour la période 1971-2000, la température annuelle moyenne est de 10,3 °C, avec une amplitude thermique annuelle de 13,1 °C. Le cumul annuel moyen de précipitations est de 932 mm, avec 13,5 jours de précipitations en janvier et 8,6 jours en juillet. Pour la période 1991-2020, la température moyenne annuelle observée sur la station météorologique la plus proche, située sur la commune de Octeville-sur-Mer à 11 km à vol d'oiseau, est de 11,5 °C et le cumul annuel moyen de précipitations est de 790,7 mm,. Pour l'avenir, les paramètres climatiques de la commune estimés pour 2050 selon différents scénarios d'émission de gaz à effet de serre sont consultables sur un site dédié publié par Météo-France en novembre 2022.

## Urbanisme

### Typologie
Au 1er janvier 2024, Saint-Laurent-de-Brèvedent est catégorisée ceinture urbaine, selon la nouvelle grille communale de densité à sept niveaux définie par l'Insee en 2022.
Elle appartient à l'unité urbaine du Havre, une agglomération intra-départementale regroupant 18  communes, dont elle est une commune de la banlieue,,. Par ailleurs la commune fait partie de l'aire d'attraction du Havre, dont elle est une commune de la couronne,. Cette aire, qui regroupe 116 communes, est catégorisée dans les aires de 200 000 à moins de 700 000 habitants,.

### Occupation des sols
L'occupation des sols de la commune, telle qu'elle ressort de la base de données européenne d’occupation biophysique des sols Corine Land Cover (CLC), est marquée par l'importance des territoires agricoles (75,7 % en 2018), en diminution par rapport à 1990 (76,8 %). La répartition détaillée en 2018 est la suivante :
terres arables (59,9 %), prairies (15,8 %), forêts (11,1 %), zones urbanisées (9,9 %), zones industrielles ou commerciales et réseaux de communication (3,3 %). L'évolution de l’occupation des sols de la commune et de ses infrastructures peut être observée sur les différentes représentations cartographiques du territoire : la carte de Cassini (XVIIIe siècle), la carte d'état-major (1820-1866) et les cartes ou photos aériennes de l'IGN pour la période actuelle (1950 à aujourd'hui).

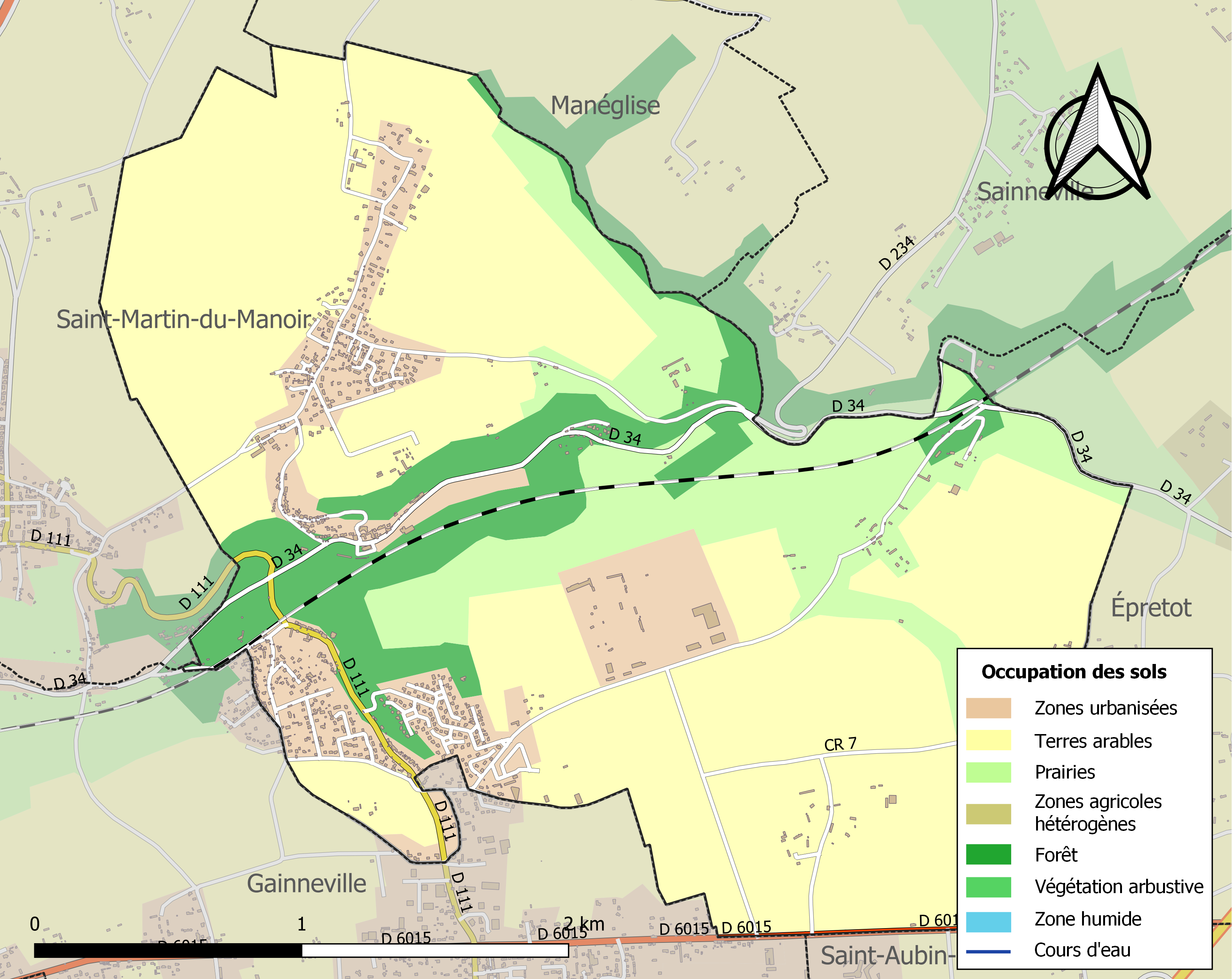
Carte des infrastructures et de l'occupation des sols de la commune en 2018 (CLC).

## Toponymie
Le nom de la localité est attesté sous les formes Sancti Laurencii de Beveredan entre 1185 et 1208, Sanctus Laurentius de Brievedent vers 1240, Parrochia Sancti Laurentii de Brievedan en 1253, Sancti Laurentii de Brivadent au XIIIe siècle, Saint Lorens de Brievedent en 1319,  Sanctus Laurentius de Brevidente 1337, Saint Lorens de Brevedent en 1431, Saint Lorens de Brevedent en 1398 et 1403, Saint Laurens de Briévedent en 1397, Saint Laurent de Brefdent et Saint Laurent de Briefdent en 1425, Paroisse de Sainct Laurent de Brevedent en 1503, Saint Laurent de Brevedent en 1539, Saint Laurent de Brevedent en 1724,.
La commune doit son nom à Laurent de Rome, patron de l'église.
Brèvedent : Le premier élément est le gaulois biber (« castor »). Le deuxième paraît être un radical gaulois *dan au sens de cours d'eau.

## Histoire
Les premiers signes de présence humaine sont notés sur les pentes boisées du village, environ 5 000 ans avant notre ère.
Le site s'est considérablement développé au Moyen Âge, avec la construction d'une première église au XIIe siècle. Seul subsiste encore son clocher, le reste ayant été entièrement reconstruit entre 1865 et 1879.
Une caractéristique rare est la présence d'une école dès le Moyen Âge, même si elle a fonctionné de manière irrégulière. Elle sera remplacée par un nouveau bâtiment en 1789, durant la Révolution, puis en 1892, et enfin en 1994.
La commune a connu un succès touristique local pendant la deuxième moitié du XIXe siècle et la première moitié du XXe siècle, l'ouverture de la gare ferroviaire en 1847 permettant aux habitants du Havre de venir s'y reposer le dimanche, dans de belles villas qui sont encore visibles dans le quartier « lotissement du Catillon » (surnommé aujourd'hui « Côte d'Azur »). Le calme de la campagne, loin des cibles industrielles et militaires, la relative proximité du Havre et la facilité d'accès, en feront un lieu de refuge sûr pour de nombreux citadins durant les bombardements de la Seconde Guerre mondiale.
Enfin, l'hydrologie joue un rôle important dans la commune, qui recèle de nombreuses sources. En 1854, une compagnie privée construisit la première station de captage. Puis, en 1881 la ville du Havre racheta les captages existants (Saint-Laurent, Les Pruniers et Catillon). Elle les utilise depuis pour alimenter environ un quart de ses habitants (le reste provenant des captages de Radicâtel à Saint-Jean-de-Folleville).

## Population et société

### Démographie
L'évolution du nombre d'habitants est connue à travers les recensements de la population effectués dans la commune depuis 1793. Pour les communes de moins de 10 000 habitants, une enquête de recensement portant sur toute la population est réalisée tous les cinq ans, les populations de référence des années intermédiaires étant quant à elles estimées par interpolation ou extrapolation. Pour la commune, le premier recensement exhaustif entrant dans le cadre du nouveau dispositif a été réalisé en 2008.

En 2022, la commune comptait 1 492 habitants, en évolution de +3,32 % par rapport à 2016 (Seine-Maritime : +0,35 %, France hors Mayotte : +2,11 %).
| 1793 | 1800 | 1806 | 1821 | 1831 | 1836 | 1841 | 1846 | 1851 |
| ---- | ---- | ---- | ---- | ---- | ---- | ---- | ---- | ---- |
| 544  | 503  | 570  | 585  | 573  | 587  | 665  | 677  | 625  |

| 1856 | 1861 | 1866 | 1872 | 1876 | 1881 | 1886 | 1891 | 1896 |
| ---- | ---- | ---- | ---- | ---- | ---- | ---- | ---- | ---- |
| 584  | 643  | 594  | 540  | 550  | 550  | 583  | 610  | 612  |

| 1901 | 1906 | 1911 | 1921 | 1926 | 1931 | 1936 | 1946 | 1954 |
| ---- | ---- | ---- | ---- | ---- | ---- | ---- | ---- | ---- |
| 586  | 609  | 612  | 655  | 625  | 672  | 681  | 978  | 894  |

| 1962 | 1968 | 1975 | 1982  | 1990  | 1999  | 2006  | 2008  | 2013  |
| ---- | ---- | ---- | ----- | ----- | ----- | ----- | ----- | ----- |
| 883  | 836  | 930  | 1 358 | 1 447 | 1 489 | 1 444 | 1 433 | 1 412 |

| 2018  | 2022  | - | - | - | - | - | - | - |
| ----- | ----- | - | - | - | - | - | - | - |
| 1 489 | 1 492 | - | - | - | - | - | - | - |

### Sécurité
Saint-Laurent-de-Brèvedent est également l'une des communes ayant contribué à la création en avril 2004 de la première brigade intercommunale de gardes champêtres issue de la Loi Démocratie de Proximité. Cette brigade implantée sur le territoire de Gainneville assure la protection des biens ruraux et forestiers, la surveillance générale aux côtés de la gendarmerie et la police nationales mais également la veille juridique. Le fonctionnement "autonome" de cette police rurale pilotée par un chef de brigade permet aux com[réf. nécessaire]munes adhérentes de bénéficier d'un atout majeur beaucoup plus efficace qu'une police municipale aux compétences plus modestes

## Culture locale et patrimoine

### Lieux et monuments

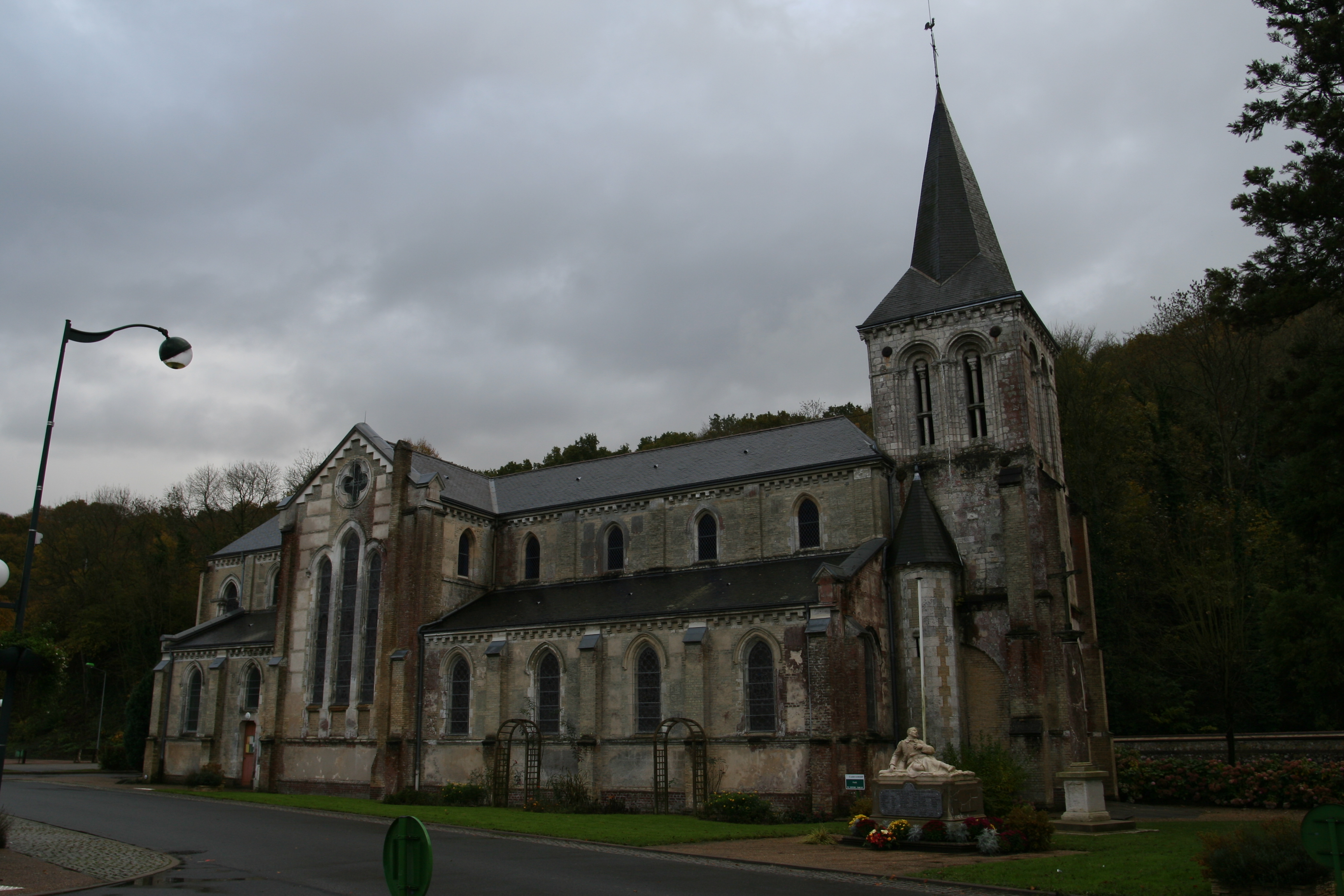
L'église Saint-Laurent.

L'église primitive a été construite pour Galeran, curé du lieu et doyen de la cathédrale de Rouen (confirmation du droit de patronage de l'abbaye Saint-Georges de Boscherville en 1131).
L'église est signalée en mauvais état en 1713 : la voûte sous le clocher est en partie tombée, la couverture de la nef est considérablement dégradée, le mur nord menace de tomber en ruine.
En 1845, l'abbé Cochet mentionne la nef du XIIe siècle, restaurée extérieurement, le clocher XIIe siècle et le chœur neuf.
La nef est reconstruite en 1865 en conservant le clocher entre chœur et nef comme tour porche, par l'architecte Dauphine, et le chœur en 1879 par les architectes Désiré Martin et Delphir Marical (plan en 1879).
Le monument aux morts date de 1920.

### Héraldique
| Armes de Saint-Laurent-de-Brèvedent | Les armes de la commune de Saint-Laurent-de-Brèvedent se blasonnent ainsi : D'or à la bande ondée d'azur chargée de deux annelets d'or remplis à l'intérieur du 1er d'un lion posé en barre et du 2e d'une aigle posée en barre, le tout d'or, accompagnée en chef d'un arbre de sinople et en pointe d'un castor de tenné. Création de 1984, homologuée par le Conseil Français d’Héraldique en 1986. |

### Personnalités liées à la commune
- La gare ferroviaire – dont les guichets sont aujourd'hui remplacés par une borne automatique – fut créée par la Compagnie des chemins de fer de l'Ouest, afin de faciliter les visites du président de la République Félix Faure (lui-même havrais d'origine) à sa fille, qui résidait dans la commune[réf. nécessaire].
- Denis Merville.

## Pour approfondir